# Dietes bicolor
Dietes bicolor (también conocido como iris africano o lirio de quince días) es una planta nativa de Sudáfrica, perenne rizomatosa con largas hojas de color verde pálido con forma de espada, que crecen a partir de múltiples abanicos en la base del grupo. Esta especie pertenece a la familia Iridaceae (iris). Puede formar grandes grupos si no se lo perturba durante años. Esta especie es común en la horticultura en Sudáfrica, donde se usa a menudo en jardines públicos, en el embellecimiento de locales comerciales y en carreteras.

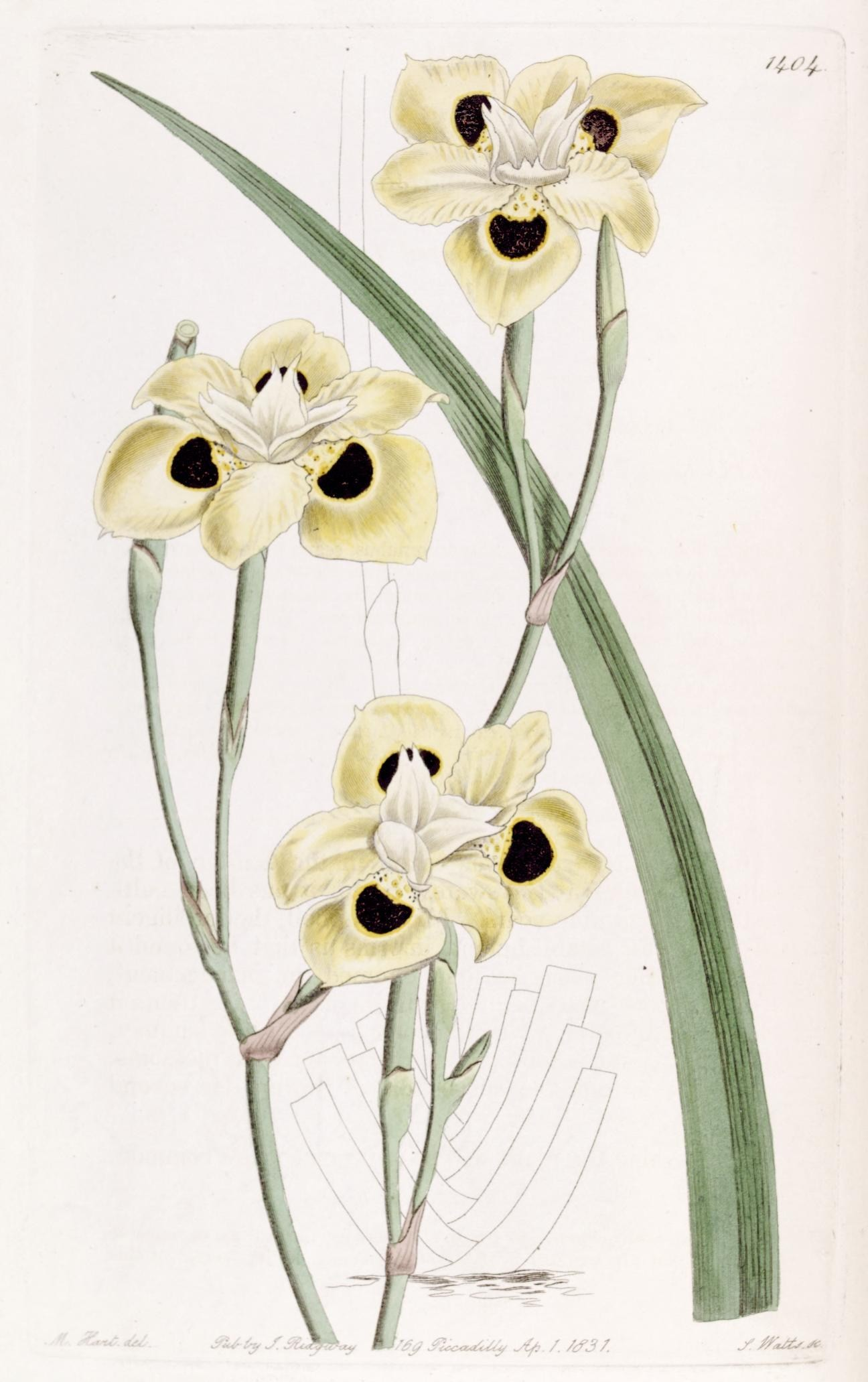
Pl. 1404 Edwards's botanical register.

Las flores son amarillas con tres manchas moradas oscuras, cada una rodeada por un contorno anaranjado, y son seguidas por una cápsula que puede doblar los tallos de las flores hasta el suelo. Las semillas maduras (de color marrón oscuro) se dispersan cuando la cápsula se seca y se divide.
Las hojas de Dietes bicolor son más estrechas que las de Dietes grandiflora y Dietes iridioides, y tienden a arquearse más.

## Cultivo
Las plantas prefieren la sombra moderada al sol pleno donde florecerán profusamente, aunque crecerán en áreas sombreadas (con una pérdida acompañante de producción de flores). Esta especie, así como Dietes grandiflora, son muy tolerantes a la sequía.

## Galería

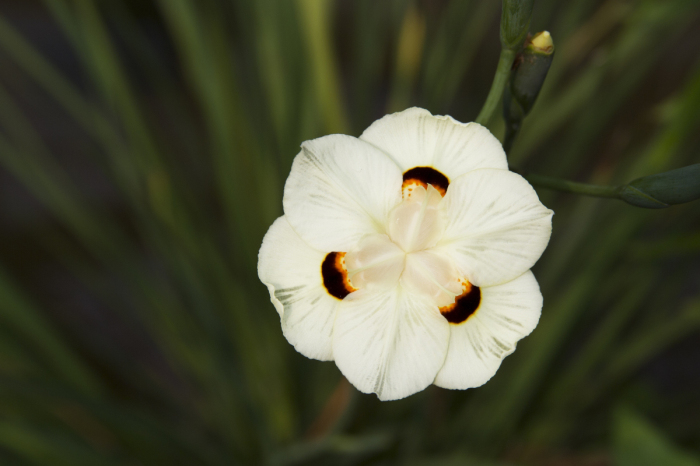
Flor de Dietes bicolor
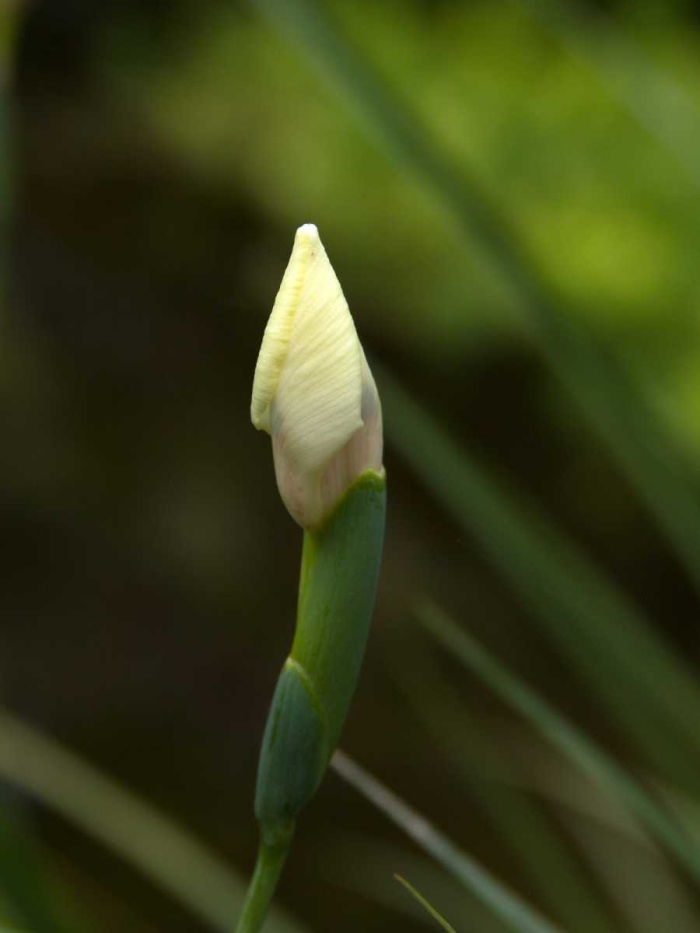
Brote de Dietes bicolor
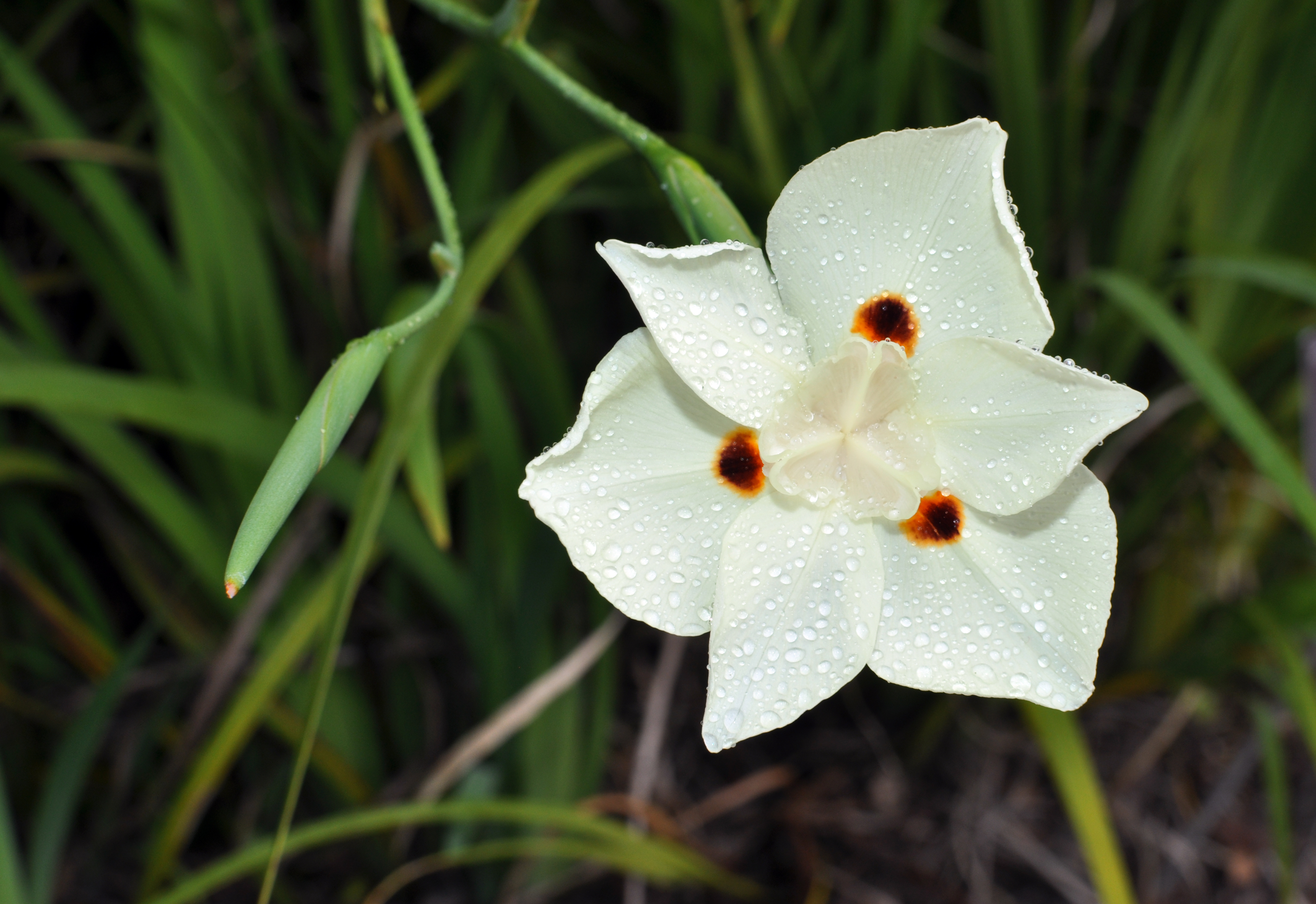
Variante blanca